# Ebersbach-Musbach
Ebersbach-Musbach ist eine oberschwäbische Gemeinde im Nordwesten des Landkreises Ravensburg in Baden-Württemberg.

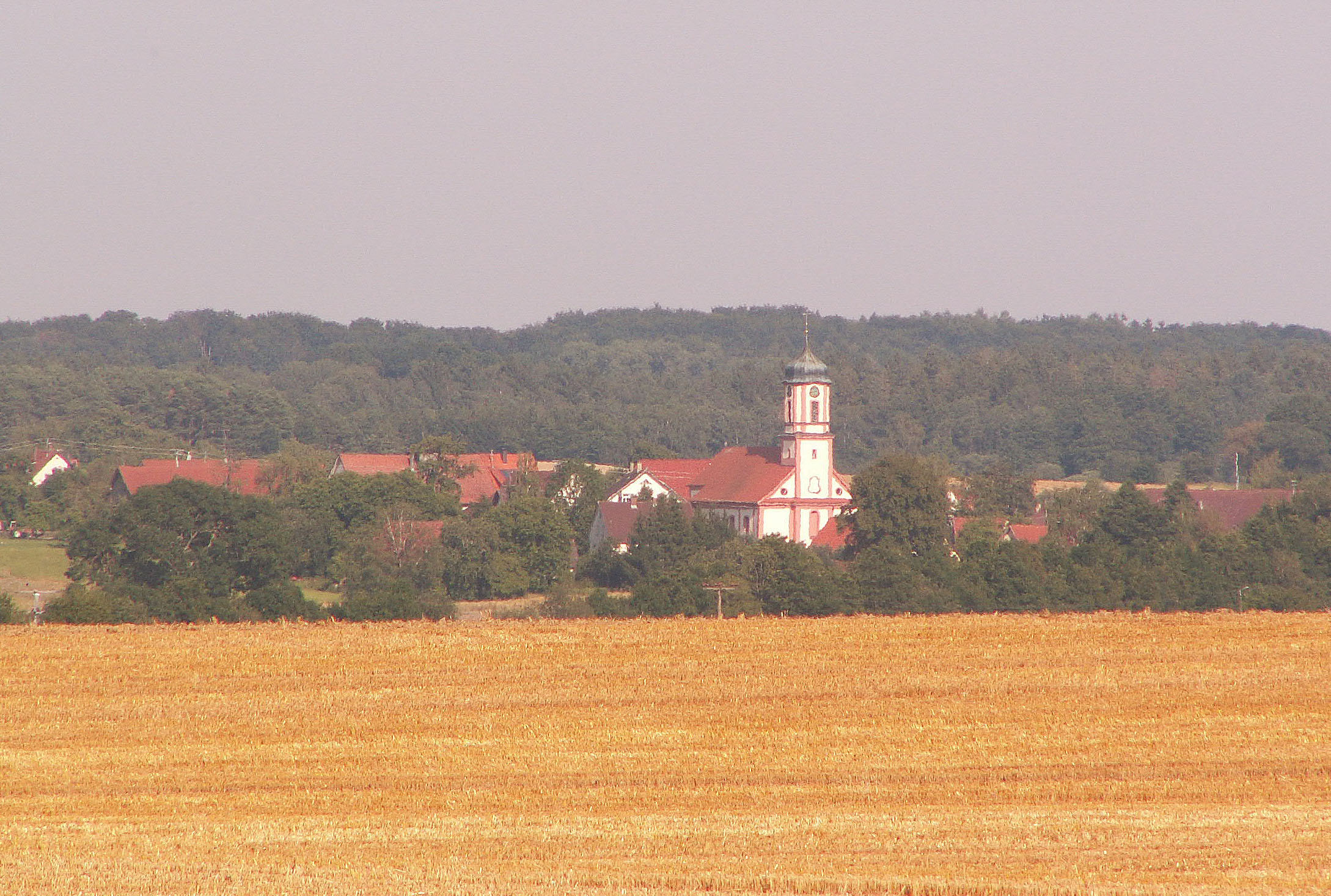
Ebersbach von Westen (2005)

## Geografie

### Lage
Die Atzenberger Höhe auf dem Gemeindegebiet ist Teil der Europäischen Wasserscheide (Rhein-Donau-Wasserscheide).
Ebersbach-Musbach lag ursprünglich in einer Hochmoor-Landschaft, die bis zur Mitte des 20. Jahrhunderts zur Torfgewinnung genutzt wurde. Das Landschafts- und Naturschutzgebiet Musbacher-Booser Ried ist Lebensraum von seltenen Tier- und Pflanzenarten.

### Nachbargemeinden
Ebersbach-Musbach grenzt an die Stadt Aulendorf, die Gemeinden Altshausen und Boms im Landkreis Ravensburg sowie Bad Saulgau im Landkreis Sigmaringen und die Stadt Bad Schussenried im Landkreis Biberach.

## Geschichte

### Frühe Geschichte
Im heutigen Gemeindegebiet wurden beim Torfstechen Tonscherben, Knochen und Rinderzähne gefunden, die auf eine Besiedlung bereits in der jüngeren Steinzeit schließen lassen. 1921 wurde ein Steinbeil gefunden, das etwa 2200 v. Chr. entstanden ist. Des Weiteren fanden sich auf der Gemarkung Boos Siedlungsspuren aus der Römerzeit. Hier stand einer von insgesamt 75 in Oberschwabens nachgewiesenen römischen Gutshöfe (villae rusticae). Der Gutshof verfügte über etwa zwei bis drei kleinere Nebengebäude.

### Geschichte der Teilorte bis 1971

#### Ebersbach

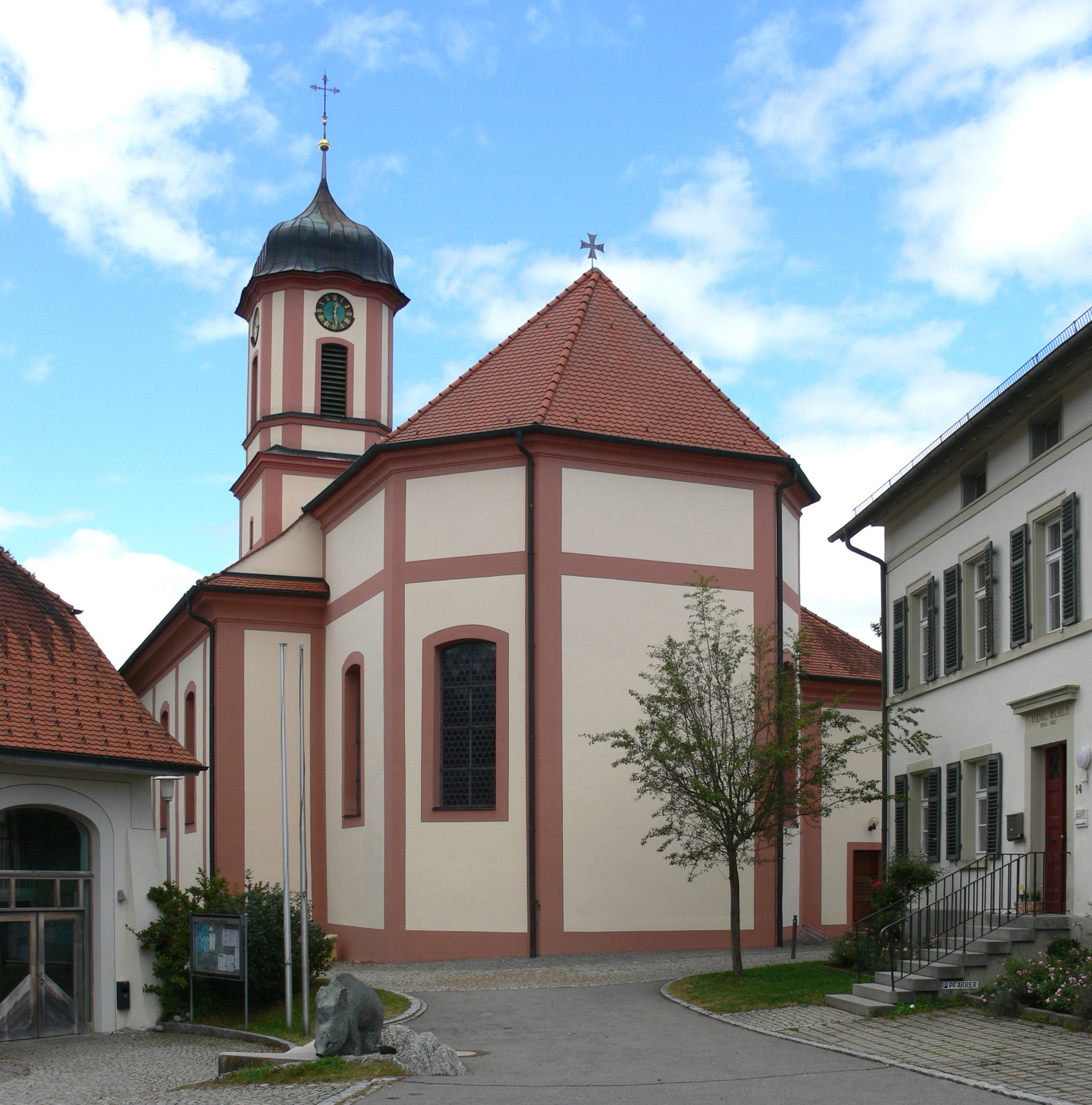
Pfarrkirche Ebersbach

1269 wurde Ebersbach urkundlich erstmals erwähnt, als Ulrich von Gundelfingen den Ort und das Kirchenpatronat an die nahe Kommende Altshausen des Deutschen Ordens verkaufte. Die Kommende erwarb in der Folge noch mehr Landbesitz in der unmittelbaren Umgebung. In Lichtenfeld saß der Landkomtur der Kommende, in der Parzelle Tiergarten wurde ein Lusthaus errichtet (1699 in einen Hof umgewandelt) sowie ein Tiergehege eingerichtet (1699 aufgehoben).
Im Zuge der Säkularisation kam Ebersbach 1806 an das Königreich Württemberg und wurde dem Oberamt Saulgau zugeordnet. 1825 wurde die politische Gemeinde Ebersbach begründet. Im Laufe des 19. Jahrhunderts wurden die bis dahin zu Altshausen gehörenden Orte Arnetsreute, Lichtenfeld und Tiergarten eingemeindet; im Tausch wurden Stuben und Ober-Atzenberg an Altshausen bzw. Renhardsweiler zugeschlagen.

#### Musbach

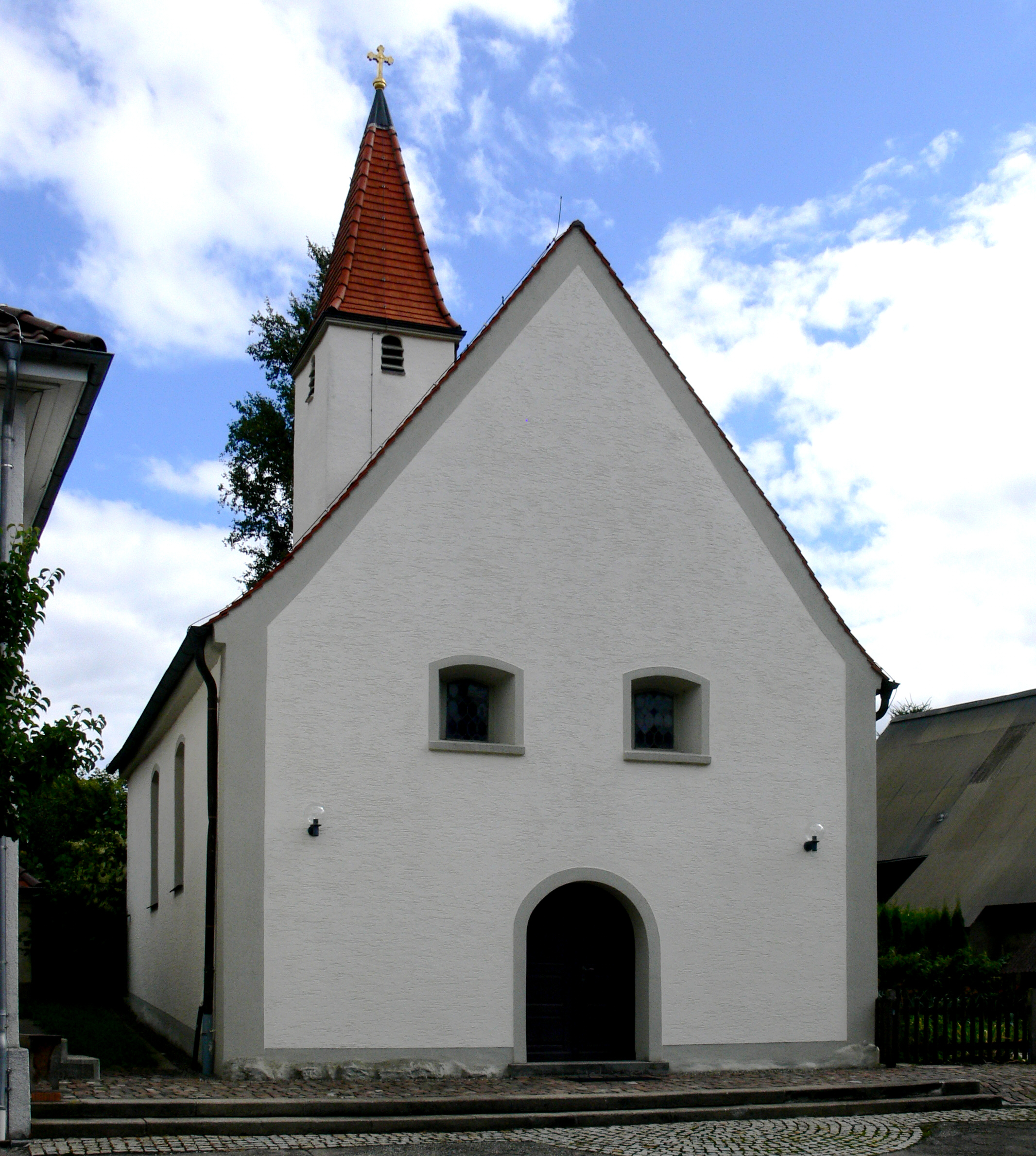
Kapelle in Musbach

Musbach wurde erstmals 1286 urkundlich erwähnt, als die Kommende Altshausen Höfe verkaufte. In Musbach hatten später hauptsächlich das Stift Buchau und das Kloster Baindt Grundbesitz, den sie nach und nach bis 1788 den Grafen von Königsegg verkauften. Mit der Mediatisierung kam der Ort Anfang des 19. Jahrhunderts zum Königreich Württemberg. Am 27. Juli 1842 wurde Musbach, das bis dahin zur königseggischen Residenz Aulendorf gehörte, zur selbständigen Gemeinde. Ebenfalls 1842 kam es vom württembergischen Oberamt Waldsee zum Oberamt Saulgau.

#### Geigelbach / Boos
1231 bestand im Pfarrdorf Boos (damals Bohoz, Boz oder Boss geschrieben) das Zisterzienserinnenkloster Boos, dessen Konvent 1240 in das neu gestiftete Kloster Baindt verlegt wurde. 1374 wurde die Pfarrei Boos dem Kloster inkorporiert. Später ist ein „Amt Geigelbach“ der vorderösterreichischen Landvogtei Schwaben belegt, das aus Geigelbach, Boos, Ingenhard sowie den Gemeinden Altshausen und Ebisweiler bestand. 1796 wurde der Ort von französischen Truppen geplündert. 1806 gelangte das Amt Geigelbach mit der Mediatisierung zum Königreich Württemberg. Unter dem Namen des ehemaligen Amtes – Geigelbach – wurde eine politische Gemeinde gebildet, deren größter Ort das Pfarrdorf Boos war. Diese Gemeinde gehörte zum Oberamt Saulgau, dem späteren Landkreis Saulgau.

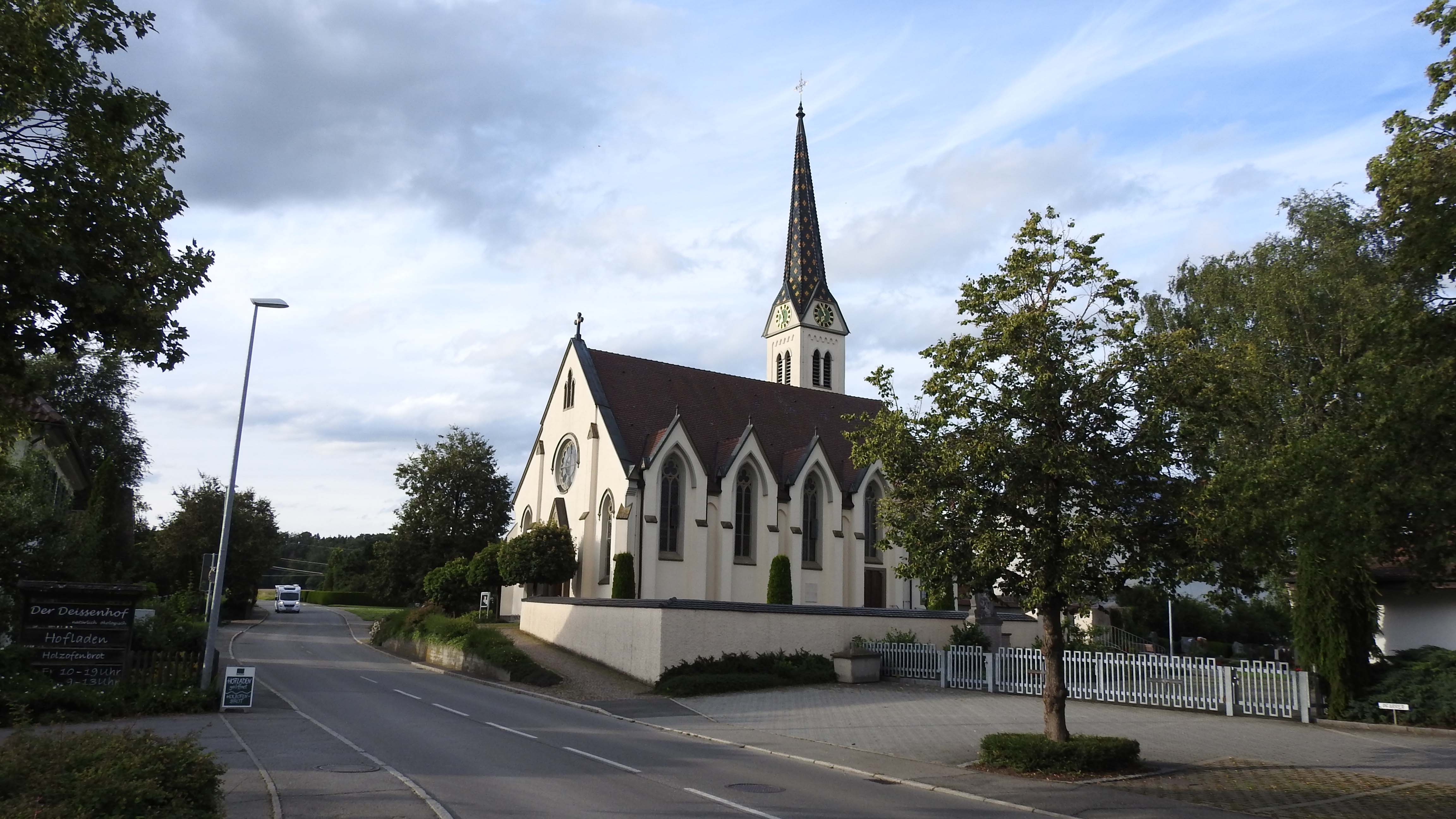
Kirche in Boos

### Geschichte der Gesamtgemeinde
Seit 1945 war das gesamte Gebiet der heutigen Gemeinde Teil der Französischen Besatzungszone und kam somit zum Nachkriegsland Württemberg-Hohenzollern, welches 1952 im Land Baden-Württemberg aufging. Am 1. Januar 1967 wurde die neue Gemeinde Musbach durch Vereinigung der Gemeinden Musbach und Geigelbach gebildet. Die Gemeinde Ebersbach-Musbach entstand am 1. September 1971 durch Vereinigung der vorher selbständigen Gemeinden Ebersbach und Musbach.
Die Gemeinde ist seit dem 1. Januar 1972 ein Mitglied im Gemeindeverwaltungsverband Altshausen mit Sitz in Altshausen.
Mit der Auflösung des Landkreises Saulgau im Zuge der Kreisreform in Baden-Württemberg wurde Ebersbach-Musbach am 1. Januar 1973 ein Teil des Landkreises Ravensburg.

### Einwohnerentwicklung
- 1961: 1141 Einwohner, davon in Ebersbach 560 und in Musbach 581
- 1970: 1175 Einwohner, davon in Ebersbach 584 und in Musbach 591
- 1975: 1169 Einwohner
- 1991: 1352 Einwohner
- 1995: 1674 Einwohner
- 2005: 1813 Einwohner
- 2010: 1759 Einwohner
- 2015: 1703 Einwohner
- 2020: 1716 Einwohner

## Religionen
Ebersbach-Musbach ist wie ganz Oberschwaben römisch-katholisch geprägt. In der Gemeinde gibt es zwei Pfarreien, die zum Dekanat Saulgau gehören: die Pfarrei St. Michael in Ebersbach und die Pfarrei St. Valentinus in Boos.
Die evangelischen Christen der Gemeinde gehören zur Kirchengemeinde Altshausen im Kirchenbezirk Biberach.

## Politik

### Gemeinderat
Der Gemeinderat in Ebersbach-Musbach besteht aus den zehn gewählten ehrenamtlichen Gemeinderäten und dem Bürgermeister als Vorsitzendem. Der Bürgermeister ist im Gemeinderat stimmberechtigt.
Die Kommunalwahl am 9. Juni 2024 führte zu folgendem Ergebnis: Die Wahlbeteiligung lag bei 71,96 %.
| Liste                   | Wähler  | Sitze |
| Bürgerliste             | 42,97 % | 4     |
| Freie Wählervereinigung | 57,03 % | 6     |

### Bürgermeister
Im Januar 2011 wurde Roland Haug für eine zweite Amtszeit wiedergewählt.

### Wappen und Flagge
| Wappen der Gemeinde Ebersbach-Musbach | Blasonierung: „In Silber (Weiß) ein doppelreihig von Rot und Silber (Weiß) geschachter Schrägbalken (Zisterzienserbalken), überdeckt mit einem durchgehenden schwarzen Tatzenkreuz (Deutschordenskreuz).“ |
| Wappen der Gemeinde Ebersbach-Musbach | Wappenbegründung: Die neue Gemeinde ist aus Vereinigungen von Geigelbach und Musbach am 1. Januar 1967 und dieser Gesamtgemeinde mit Ebersbach am 1. September 1971 hervorgegangen. Das Deutschordenskreuz und der Zisterzienserbalken beziehen sich auf die beiden bedeutendsten Grundherrschaften, die vom 13. Jahrhundert an im Bereich der jetzigen Gemeinde aufgetreten sind. Ebersbach gehörte von 1269 bis zur Säkularisation im Jahre 1806 der Deutschordenskommende Altshausen. In Musbach und vor allem in Geigelbach war das Zisterzienserinnenkloster Baindt bis ins 18. beziehungsweise 19. Jahrhundert hinein reich begütert. Das Innenministerium hat das Wappen am 30. August 1974 verliehen. |

Wappen der ehemals eigenständigen Gemeinden

Geigelbach
Ebersbach
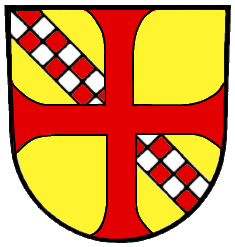
Musbach

Die gleichzeitig verliehene Gemeindeflagge hat die Farben Rot-Weiß (Rot-Silber).

## Kultur und Sehenswürdigkeiten

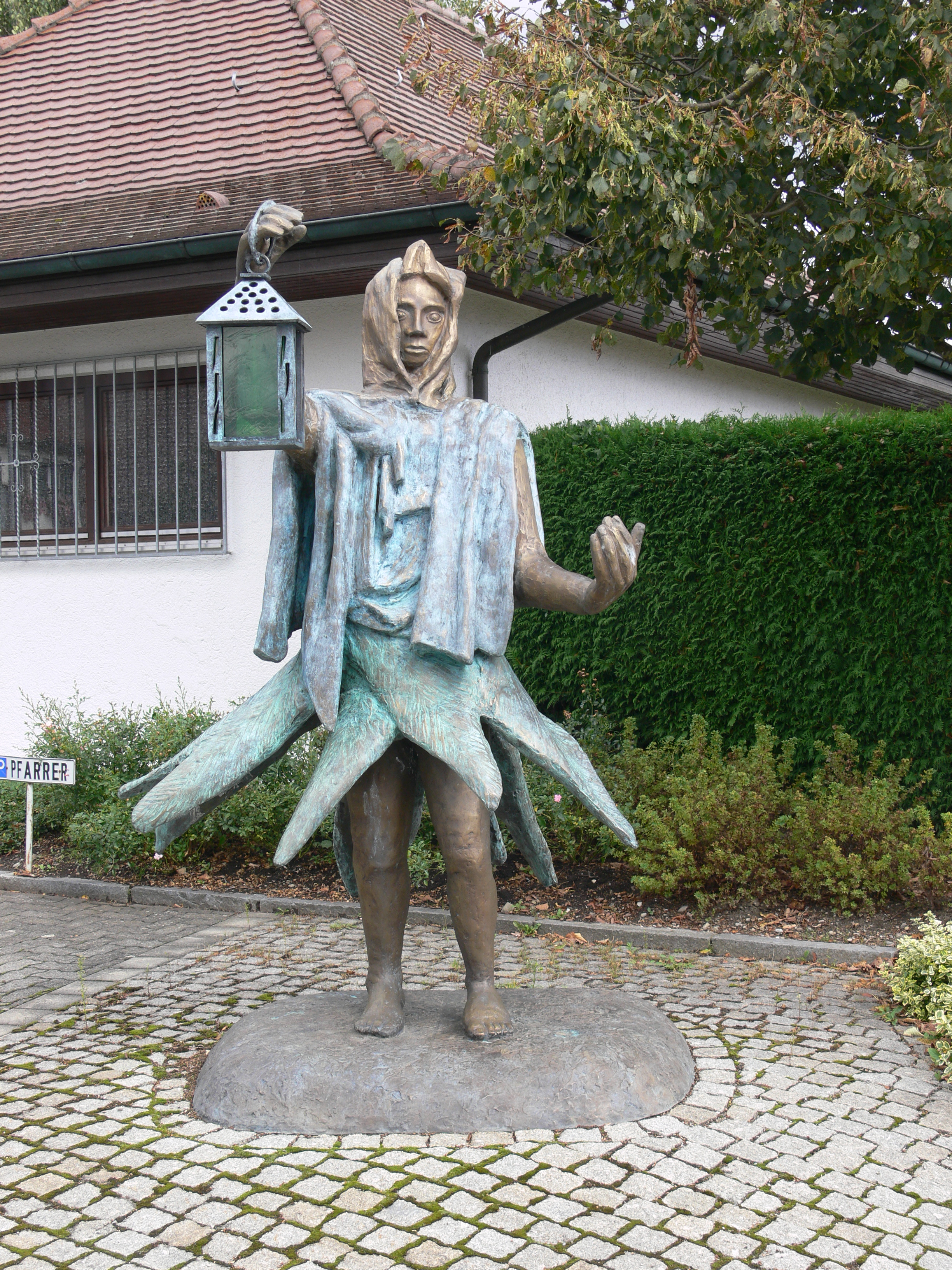
Skulptur "Der Engel mit der Laterne"

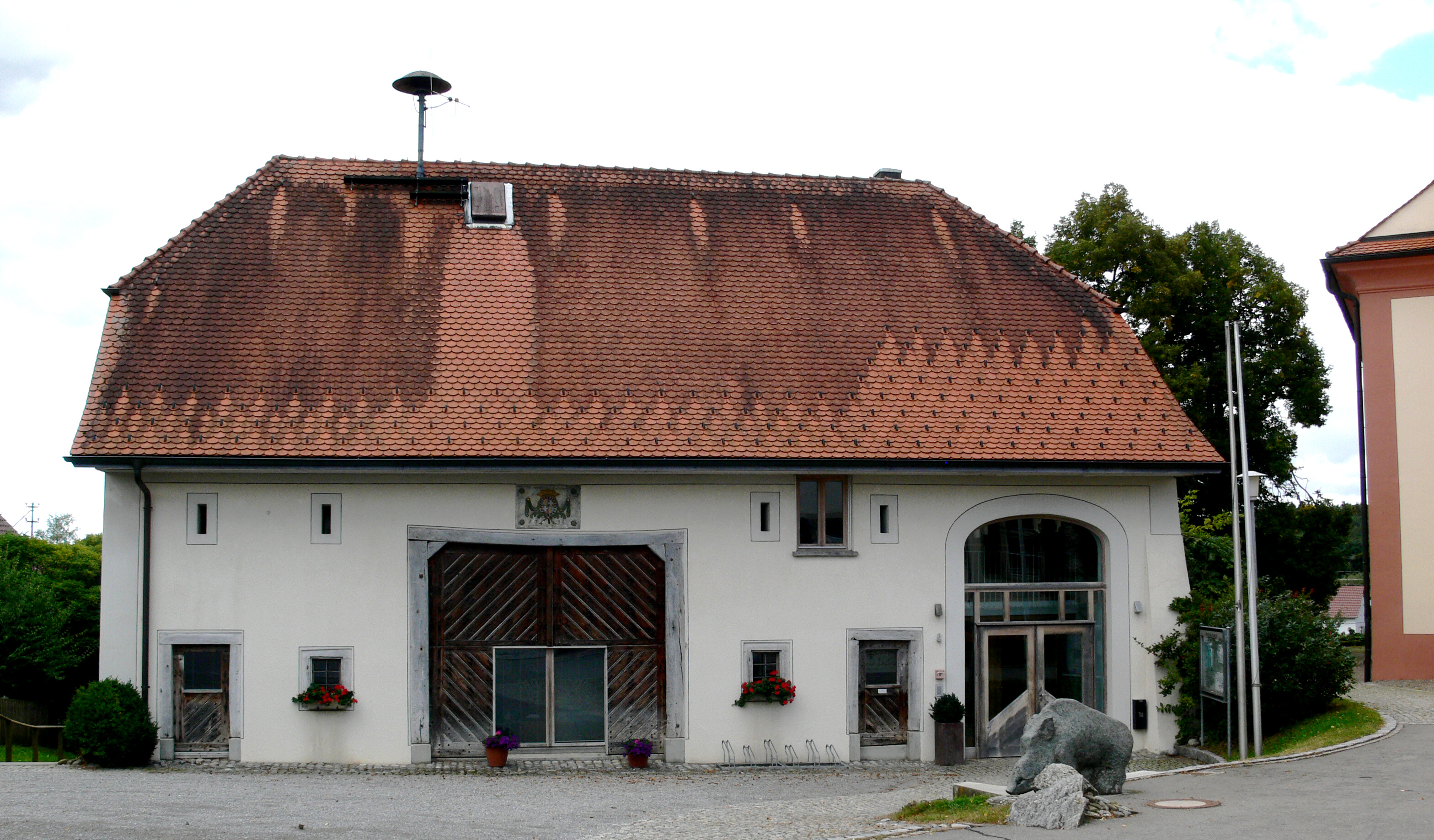
Pfarrscheuer in Ebersbach

### Bauwerke
- Pfarrkirche St. Valentin, Boos: Die spätmittelalterliche Kirche wurde 1888 bis auf den Chor abgerissen und durch einen Neubau im Stil der Neugotik ersetzt. 1929 und 1966 wurde im Rahmen von Renovierungen die historistische Ausstattung wie vielerorts völlig entfernt. Die Kanzel ging dabei verloren, die Altäre wurden jedoch auf dem Dachboden der örtlichen Schule aufbewahrt. So konnten der neugotische Hochaltar und die beiden Seitenaltäre nach einem grundlegenden Wandel in der Bewertung neugotischer Kirchenausstattung im Rahmen einer Restaurierung 1987–1990 wieder in der Kirche aufgestellt werden. Auch der Kreuzwegzyklus von 1888 fand wieder an seinen Platz zurück. Die Kirche beherbergt außerdem ein Wandtabernakel, ein Kruzifix und eine Pietà aus dem späten 15. Jahrhundert.
- Pfarrkirche St. Michael, Ebersbach: 1754 von Johann Caspar Bagnato erbaut, 1870 und 1927 umgebaut.
- Pfarrscheuer, Ebersbach: ehemalige Zehntscheuer, heute Bürgermeisteramt und Veranstaltungsraum
- Kapelle, Musbach: Glocke von 1534, Turm und Gebäude wohl wesentlich älter

### Sport
Der Sportverein Ebersbach e. V. mit den Abteilungen Fußball, Aerobic, Badminton, Basketball, Skigymnastik und Turnen ist in der Seebachhalle in Ebersbach und den umliegenden Sportanlagen beheimatet.
Der Tennisclub Ebersbach betreibt drei Tennisplätze in Ebersbach und hat 140 Mitglieder.

## Wirtschaft und Infrastruktur

### Verkehr
Buslinien verbinden Ebersbach mit Altshausen und den Kurstädten Aulendorf und Bad Buchau. Die Gemeinde gehört zum Tarifgebiet des Bodensee-Oberschwaben-Verkehrsverbunds (bodo).

### Bildung
Die Grundschule Ebersbach hat etwa 100 Schüler. Weiterführende Schulen gibt es im nahen Altshausen und Aulendorf. In Musbach wurde 1832 eine Schule eingerichtet, die bis 1970/1971 bestand; in Boos bestand von 1833 bis 1970 eine Schule.

## Persönlichkeiten

### Söhne und Töchter der Gemeinde
- Ferdinand Hundt (1703–1758), Kunstschreiner und Zierratenschnitzer des Rokoko in der Residenz Würzburg, Schloss Seehof und Schloss Bruchsal
- Johann Georg Neher (1788–1858); Unternehmer in Schaffhausen
- Hugo Metzler (1868–1929), Journalist, Schriftleiter, Herausgeber und Verleger des katholischen Deutschen Volksblatts in Porto Alegre, Brasilien
- Franz Weiß (1887–1974), geboren in Ried, Landwirtschaftsminister von Württemberg-Hohenzollern
- Susi Juvan (* 1952), Künstlerin